# Yves Bouloux
Pour les articles homonymes, voir Bouloux.
Yves Bouloux, né le 30 août 1960, est un homme politique français. Il est sénateur de la Vienne du 17 décembre 2017 au 31 décembre 2023.

## Biographie

### Enfance et études
Yves Bouloux est le fils de Jean-Marie Bouloux. Il est titulaire d'une maîtrise de sciences économiques et d'un DESS de finance et banque,.

### Carrière professionnelle
Yves Bouloux quitte la France et effectue son service militaire à la Banque internationale pour l'Afrique occidentale à Abidjan pendant 16 mois.
De retour à Paris, il travaille dans la banque pendant 7 ans.
Avec son épouse, ils retournent à Montmorillon où, fatigué de la finance il s'investit dans l'assurance sans emballement.
Yves Bouloux rentre au cabinet de René Monory au département, où il s'occupe de l'antenne du conseil général de la Vienne à Montmorillon jusqu'en 2008.

### Carrière politique
Il est membre de l'UDF jusqu'en 2007.
Yves Bouloux commence sa carrière politique en se présentant à la mairie de Montmorillon. De 1995 à 2008, il est le 1er adjoint du maire, Guillaume de Russé. Il est élu maire, lors des municipales de 2008 et est réélu en 2014,,.
De 2008 à 2016, il est le président de la communauté de communes du Montmorillonnais, ; il est réélu président le 15 avril 2014,.
Depuis 2008, il est le président de l'association des maires de la Vienne,,,.
Lors des régionales de 2010, il figure en 5e position sur la liste de la majorité présidentielle dans la Vienne, mais il n'est pas élu.
À la suite de l'élection de Pascale Guittet comme conseillère départementale du canton de Chasseneuil-du-Poitou, il devient conseiller régional de Poitou-Charentes,,.
En 2014, il est élu président du syndicat interdépartemental mixte pour l'équipement rural (SIMER),,, ; il est réélu président le 24 février 2017,.
Le 27 mai 2014, il est élu vice-président du syndicat mixte du SCoT Sud Vienne,, ; il est réélu vice-président le 5 avril 2017.
Lors des régionales de 2015, il figure en 5e position sur la liste d'union de la droite dans la Vienne, mais il n'est pas élu,.
Le 12 janvier 2017, il est élu président de la communauté de communes Vienne et Gartempe,.
En décembre 2017, il devient membre du bureau de l'AMF,.
Le 17 décembre 2017, il est élu sénateur de la Vienne,,,,,,. Touché par le cumul des mandats, il démissionne de ses mandats de maire et de président de la communauté de communes ; néanmoins, il continue de siéger comme conseiller municipal.
Yves Bouloux s'oppose au projet d'autoroute entre Limoges et Poitiers, préférant plutôt l'accélération de la mise à 2x2 voies gratuite de la RN 147.
Le 27 septembre 2020, il est réélu sénateur et adhère à LR.
Le 6 décembre 2023, il remet sa démission au Président du Sénat Gérard Larcher pour cause de raisons de santé. Sa démission est effective à compter du 31 décembre.

### Vie privée
Il est marié à une médecin généraliste, et ont 2 enfants.